# Episodi de Il nido di Robin (terza stagione)
La terza stagione della serie televisiva Il nido di Robin (Robin's Nest) è andata in onda nel Regno Unito dal 25 settembre al 18 dicembre 1978 sulla ITV.
In Italia, parte di questa stagione è andata in onda su Rai 2 dal 21 al 29 febbraio 1980 nel corso del programma-contenitore preserale Buonasera con... Carlo Dapporto. Altri episodi sono stati trasmessi - in maniera discontinua e non in ordine cronologico - tra il giugno e il settembre 1980, mescolandoli a episodi della quarta stagione.
| nº | Titolo originale             | Titolo italiano      | Prima TV GB       | Prima TV Italia   |
| -- | ---------------------------- | -------------------- | ----------------- | ----------------- |
| 1  | You Need Hands               | Lo chef da Parigi    | 25 settembre 1978 | 21 febbraio 1980  |
| 2  | The Candidate                | Il candidato         | 2 ottobre 1978    | 22 febbraio 1980  |
| 3  | Just Desserts                | La compagna di liceo | 9 ottobre 1978    | 25 febbraio 1980  |
| 4  | Away From All What?          | Qualcosa di diverso  | 16 ottobre 1978   | 26 febbraio 1980  |
| 5  | England Expects              | I commilitoni        | 23 ottobre 1978   | 27 febbraio 1980  |
| 6  | Once Two Is Three            | Un suocero di troppo | 30 ottobre 1978   | 28 febbraio 1980  |
| 7  | Dinner Date                  | La vecchia fiamma    | 6 novembre 1978   | 29 febbraio 1980  |
| 8  | Everything You Wish Yourself |                      | 13 novembre 1978  |                   |
| 9  | Be It Ever So Humble         | Il sostituto         | 20 novembre 1978  | 21 settembre 1980 |
| 10 | Day Trippers                 | Un riposante pic-nic | 27 novembre 1978  | 25 giugno 1980    |
| 11 | The Long Distance Runner     |                      | 4 dicembre 1978   |                   |
| 12 | At Harm's Length             | L'altra donna        | 11 dicembre 1978  | 3 settembre 1980  |
| 13 | The Happy Hen                |                      | 18 dicembre 1978  |                   |